# Dziśnity (powiat elbląski)
Dziśnity – wieś w Polsce położona w województwie warmińsko-mazurskim, w powiecie elbląskim, w gminie Rychliki przy drodze wojewódzkiej nr 526.
W latach 1975–1998 miejscowość administracyjnie należała do województwa elbląskiego.